# Methodacting
Methodacting (zoals bedacht door Lee Strasberg) is een manier of techniek van acteren waarbij de acteur zijn eigen ervaringen gebruikt om een karakter zo waarachtig mogelijk weer te geven.  De acteur maakt daarbij gebruik van zijn eigen herinneringen en emoties teneinde de uitvoering zo levensecht mogelijk te laten zijn. Er bestaat geen goede Nederlandse vertaling van het begrip.

## Herkomst
De basis van methodacting werd aan het begin van de 20e eeuw in Rusland gelegd door Konstantin Stanislavski, werkzaam bij het Moskouse Kunsttheater. In de jaren veertig deed de acteertechniek haar intrede in de Verenigde Staten. De Amerikaanse regisseur Lee Strasberg was de grote promotor van methodacting en wordt wereldwijd als de grondlegger ervan gezien, hoewel hij zijn ideeën aan Stanislavski ontleende. Een groot aantal Amerikaanse acteurs studeerde bij Strasberg, waaronder: Marlon Brando, Paul Newman, Al Pacino, James Dean, Marilyn Monroe, Daniel Day-Lewis en Robert De Niro.

## Methodacting en episch theater
Ongeveer tegelijkertijd met methodacting ontstond een andere, volstrekt tegenovergestelde stroming: die van het episch theater. In het episch theater mag de acteur zich niet inleven, hij moet juist afstand houden. Een van de grondleggers van het episch theater is Bertolt Brecht.

## Boeken over methodacting
in het Engels
- Respect for Acting door Uta Hagen
- An Actor Prepares door Konstantin Stanislavski
- To the Actor door Michael Chekhov
- On Acting door Sanford Meisner
- Method or Madness door Robert Lewis
- Advice to the Players door Robert Lewis
- Slings and Arrows: Theater in My Life door Robert Lewis
- The Actor's Studio: A Player's Place door David Garfield